# 亀村和代
亀村 和代（かめむら かずよ）は、東京都出身のチアリーダー。

## 来歴
高校1年の時からチアダンスを始めた。大学卒業後ゴールデンホークスというチアダンスチームに所属した。2004年NFLチアリーダーズオーディション日本予選に挑戦したが落選、翌2006年、日本人初のマイアミ・ドルフィンズのチアリーダーとなった。その後2008年にはニューヨーク・ジェッツのチアリーダーとなった。2009年にNFLチアリーダーの一人として来日した。